# IC 3487
IC 3487 — галактика типу E6 () у сузір'ї Діва.
Цей об'єкт міститься в оригінальній редакції індексного каталогу.